# Evan Sharp

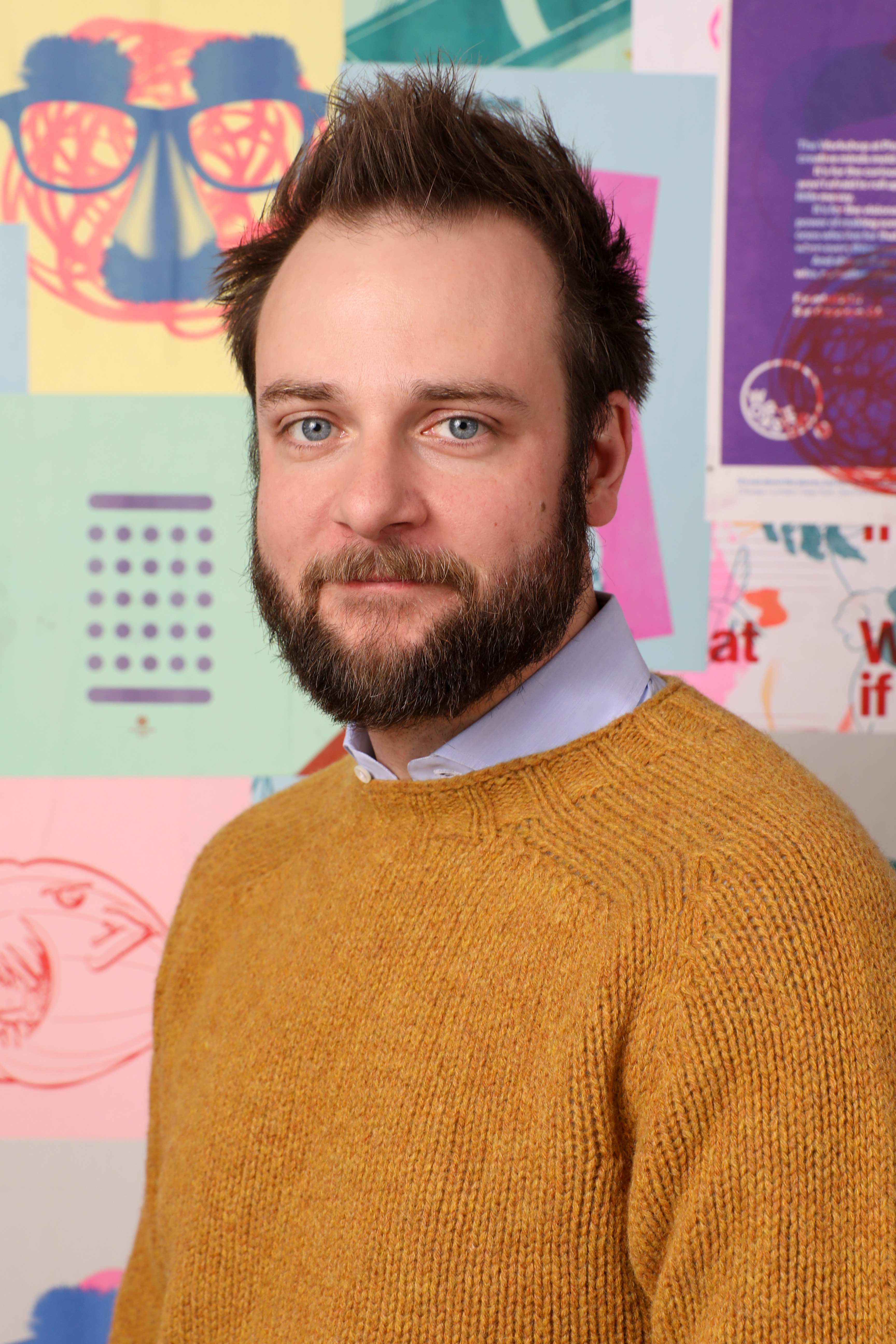
Evan Sharp

Evan Sharp (* 1982) ist ein US-amerikanischer Unternehmer und Co-Gründer des Unternehmens Pinterest Inc., das die virtuelle Pinnwand Pinterest anbietet. Die Gründung dieses Internet-Unternehmens fand im Jahr 2010 statt.

## Werdegang
Evan Sharp wuchs in York, Pennsylvania auf. Sein Studium schloss er erfolgreich an der Universität von Chicago ab. Im Jahr 2014 heiratete er Christina McBride.
Im Jahr 2009 traf er Ben Silbermann, mit dem er sich anfreundete und im darauf folgenden Jahr das Unternehmen Pinterest Inc. in  San Francisco, Kalifornien (USA), gründete. Sharp übernahm die Gestaltung und Programmierung von Pinterest und das Grid für die erste Produkteinführung im März 2010. Derzeit ist er für die Beaufsichtigung des Designs von Pinterest verantwortlich.

## Vermögen
Gemäß dem US-Wirtschaftsmagazin Forbes beträgt das Vermögen von Evan Sharp etwa 1,1 Milliarden US-Dollar (Stand: Dezember 2015).